# О’Рахилли, Стивен
Сэр Стивен О’Рахилли (Stephen O’Rahilly; род. 1958, Дублин) — ирландско-британский учёный-медик, эндокринолог. Член АМН Великобритании (1999), Лондонского королевского общества (2003), Ирландской королевской академии (2017), иностранный член НАН США (2011), профессор Кембриджского университета, где трудится с 1991 года и ныне заведует кафедрой клинической биохимии и состоит фелло Пемброк-колледжа, он также является содиректором Wellcome Trust-MRC Institute of Metabolic Science и директором MRC Metabolic Diseases Unit. Рыцарь с 2013 года. 
Из дублинского Фингласа.
Окончил по медицине Университетский колледж Дублина (1981) и прошёл интернатуру в Mater Misericordiae University Hospital. В 1982—1991 гг. обучался в Лондоне, Оксфорде и Гарварде. В 1987 году получил степень доктора медицины в Ирландском национальном университете. В 1991 г. запустил собственную лабораторию в кембриджском Addenbrooke's Hospital (с 1994 года тамошний почётный врач-консультант), где состоял старшим фелло Wellcome Trust.
Член EMBO (2009), почётный член Deutsche Gesellschaft fur Innere Medizin.

## Награды и отличия
- 2000 — Society for Endocrinology[англ.] Medal[10]
- 2001 — European Journal of Endocrinology[англ.] Prize[11]
- 2002 — Heinrich Wieland Prize[англ.][12]
- 2005 — Rolf Luft Award[нем.]
- The Jacobaeus Prize[англ.] (2005)
- 2007 — Feldberg Prize[англ.]
- 2010 — InBev-Baillet Latour Health Prize[нем.]
- 2010 — Society for Endocrinology Dale Medal
- 2013 — Улиссовская медаль, высшее отличие Университетского колледжа Дублина[13]
- 2013 — Baly Medal[англ.], Королевская коллегия врачей
- 2014 — Zulch-Preis[нем.], Общество Макса Планка[14]
- 2015 — EASD[англ.]-Novo Nordisk Foundation Diabetes Prize for Excellence (первый удостоенный)[15]
- 2015 — European Hormone Medal
- 2016 — Harveian Oration[англ.]
- 2019 — Banting-Medaille[нем.]
- 2020 — Премия Ранка
- Медаль Круна (2022)
- Novartis International Award for Clinical Research in Diabetes

Почётный доктор.